# تصويت موازي

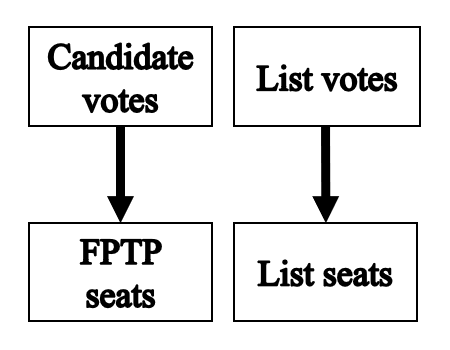
رسم تخطيطي لنظام مختلط شائع يستخدم التصويت الموازي. لا يوجد تفاعل بين الطبقة المحلية (هنا FPTP) وطبقة القائمة.

في العلوم السياسية، يشير مصطلح التصويت الموازي أو التراكب الانتخابي (بالإنجليزية: Parallel voting)‏ إلى استخدام نظامين انتخابيين أو أكثر لانتخاب أعضاء مختلفين في هيئة تشريعية واحدة. وبشكل أكثر تحديدًا، يُعتبر النظام الانتخابي "تراكبيًا" إذا كان يتكون من مزيج من نظامين انتخابيين منفصلين تمامًا لا يتفاعلان مع بعضهما بأي شكل من الأشكال؛ حيث يُنتخب جزء من أعضاء الهيئة التشريعية باستخدام طريقة انتخابية معينة، بينما يُنتخب الجزء الآخر بطريقة مختلفة، مع مشاركة جميع الناخبين في كلا النظامين. تُحسب النتائج النهائية لكل نظام بشكل منفصل استنادًا إلى الأصوات فقط، ثم تُجمع النتائج معًا. يُطلق على نظام مشابه اسم الاندماج أو نظام مكافأة الأغلبية، وهو مزيج مستقل آخر لنظامين ولكنه لا يعتمد على تقسيم إلى مستويات. ويختلف التصويت الموازي عن «التعايش [الإنجليزية]»، حيث تستخدم الدوائر الانتخابية المختلفة في نفس الانتخابات أنظمة مختلفة. ويختلف كل من التراكب والاندماج والتعايش عن الأنظمة الانتخابية المختلطة المعتمدة على بعضها البعض مثل الأنظمة التعويضية والأنظمة الشرطية.
غالبًا ما يتضمن التصويت الموازي الجمع بين نظام الفائز يحصل على الكل [الإنجليزية] ونظام التمثيل النسبي لقائمة الحزب (PR). وعلى الرغم من أن الجمع بين نظام التفضيل الأول والتمثيل النسبي هو الأكثر شيوعًا في التصويت الموازي، فإن العديد من التركيبات الأخرى ممكنة.
تتفاوت نسبة مقاعد القوائم مقارنة بإجمالي المقاعد بشكل كبير؛ على سبيل المثال، تبلغ 30% في تايوان، و37.5% في اليابان، و68.7% في أرمينيا. ستخدم نظام التصويت الموازي في البرلمانات الوطنية والحكومات المحلية في دول مثل إيطاليا وتايوان وليتوانيا وروسيا والأرجنتين ودول أخرى، مما يجعله واحدًا من أكثر الأنظمة الانتخابية شيوعًا في العالم.

## تعريف
في التصويت الموازي، يدلي الناخبون بصوتين، صوت واحد لكل طريقة يحتوي عليها النظام. إلا أن هذه الأصوات لا تتفاعل بأي شكل من الأشكال: فالتصويت في إحدى الطرق ليس له أي تأثير على حساب المقاعد في الطرق الأخرى.

### الارتباك والخلط
يُشغل جزء من مقاعد الهيئة التشريعية باستخدام طريقة الأغلبية التفضيلية الأولى للانتخاب الفردي (FPP)، بينما تُشغل المقاعد الأخرى باستخدام التمثيل النسبي. أحيانًا يؤدي هذا إلى تصحيح إفراطي يسعى لحصر مصطلح التصويت الموازي للإشارة فقط إلى المزيج بين نظام الفوز للأكثر أصواتا والتمثيل النسبي. يمكن للتصويت الموازي استخدام أنظمة أخرى إلى جانب نظام التصويت الفردي، ويمكن أن يشمل أي مزيج من نظام الفائز يحصل على الكل [الإنجليزية]، والنظام شبه النسبي [الإنجليزية]، والنظام التناسبي.
رغم أن النظامين غالبًا ما يُخلط بينهما [الإنجليزية]، فإن نظام تمثيل الأغلبية المختلطة [الإنجليزية] ونظام التصويت الموازي يشيران إلى شيئين مختلفين. يشير التصويت الموازي إلى قاعدة لحساب تمثيل كل حزب في الهيئة التشريعية، وحيث يعمل نظامان انتخابيان بشكل موازٍ دون تفاعل بينهما. على النقيض من ذلك، يُشير «التمثيل الأغلبي للأعضاء المختلطين» إلى النتائج، أي أن النظام يحتفظ بالميزة التي تحصل عليها بعض الأحزاب في الجانب المرتبط بنظام الفائز يحصل على الكل.
هذا السبب، التصويت الموازي ليس دائمًا «تمثيلًا أغلبياً للأعضاء المختلطين». على سبيل المثال، قد يستخدم التصويت الموازي نظامين نسبيين مثل القابل للتحويل (STV) ونظام القوائم النسبية (List-PR)، ومن ثم لن يكون أغلبية مختلطة الأعضاء، وقد يُعتبر نظام المكافأة بالأغلبية أيضًا أغلبية مختلطة. بالإضافة إلى ذلك، فإن بعض أنظمة الأغلبية المختلطة ليست موازية، لأنها تسمح بالتفاعل بين المكونين. هذا هو الحال في كوريا الجنوبية والمكسيك. ففي كوريا الجنوبية، يُجمع بين التصويت الموازي والتعويض المرتبط بالمقاعد، وهو ما يمثل نظامًا يسمى «التمثيل شبه النسبي للأعضاء المختلطين».
على عكس نظام التمثيل النسبي المختلط، حيث تُستخدم القوائم الحزبية لتحقيق نتيجة نسبية إجمالية في الهيئة التشريعية، فإن التصويت الموازي يقصر النسبية على المقاعد المخصصة للقوائم فقط. وبالتالي، فإن الحزب الذي يحصل على 5% من الأصوات يحصل على 5% فقط من مقاعد القائمة، وليس 5% من إجمالي مقاعد الهيئة التشريعية.

## المميزات والعيوب

### تمثيل الأحزاب الصغيرة
الانتقاد الرئيسي الموجه للأنظمة الانتخابية الموازية هو عدم قدرتها على ضمان التمثيل النسبي الكامل. فقد تتمكن الأحزاب الكبيرة من الحصول على أغلبية برلمانية كبيرة جدًا، لا تتناسب مع حصتها الفعلية من الأصوات.
في حين تسمح أنظمة التصويت الموازي للأحزاب الأصغر حجماً ، التي قد لا تتمكن من الفوز بمقاعد فردية في الدوائر الانتخابية، بضمان حد أدنى من التمثيل في الهيئة التشريعية، إلا أن تمثيلها سيكون أقل بكثير من حصتها النسبية من إجمالي الأصوات، على عكس الأنظمة النسبية الخالصة. يرى مؤيدو الأنظمة النسبية أن هذا الوضع أفضل من الانتخابات القائمة على نظام الفائز الواحد (الفائز بالأغلبية البسيطة في كل دائرة)، ولكنه لا يزال غير منصف تجاه ناخبي الأحزاب الصغيرة. وإذا وُضعت عتبة انتخابية أيضًا للمقاعد المخصصة للقوائم الحزبية، فإن الأحزاب الصغيرة جدًا التي لا تستطيع تجاوز هذه العتبة لن تتمكن من الحصول على أي تمثيل برلماني، ما لم يكن لديها حضور قوي جدًا في دوائر انتخابية محددة يسمح لها بالفوز بمقاعد فردية.
تبقى الأحزاب الصغيرة في وضع غير مواتٍ في ظل هيمنة الأحزاب الكبيرة. فقد يلجأ ناخبو الأحزاب الصغيرة إلى التصويت التكتيكي لمرشحي الأحزاب الكبيرة، وذلك لتجنب "هدر" أصواتهم في دوائرهم الانتخابية. وبالمثل، إذا كان الحزب الصغير قريبًا من الحد الأدنى المطلوب لدخول البرلمان، فقد يمتنع الناخبون عن التصويت لقائمته أيضًا، خوفًا من "هدر" أصواتهم على قائمة لن تُحقق التمثيل. في الدول التي يهيمن عليها حزب واحد مع وجود معارضة منقسمة، قد تكون المقاعد المخصصة للقوائم النسبية ضرورية للسماح بوجود معارضة فعّالة.
يرى مؤيدو الأنظمة الانتخابية القائمة على الأغلبية (غير النسبية) أن تخصيص المقاعد التكميلية بشكل نسبي يزيد من احتمالية عدم حصول أي حزب على الأغلبية المطلقة في البرلمان، مما يؤدي إلى تشكيل حكومات ائتلافية أو حكومات أقلية. في هذه الحالة، قد تضطر الأحزاب الكبيرة إلى الاعتماد على دعم الأحزاب الصغيرة لتشكيل الحكومة. بينما يرى مؤيدو التمثيل النسبي أن هذا الوضع يُعدّ ميزة، لأنه يمنع حزبًا واحدًا من الحكم بمفرده، ويُجبر الأحزاب على تقديم تنازلات والعمل المشترك. يُقال أيضًا أن الأنظمة الموازية لا تؤدي إلى درجة التشتت الحزبي الموجودة في أنظمة التمثيل النسبي الخالصة.

### نوعان من الممثلين
نظرًا لأن الناخبين يمتلكون صوتين في النظام الانتخابي الموازي، أحدهما لمرشح الدائرة الانتخابية والآخر لقائمة حزبية، يرى البعض أن هذا النظام قد يُنشئ فئتين متباينتين من الممثلين: فئة ملتزمة بتمثيل مصالح دائرتها الانتخابية بشكل مباشر، وفئة أخرى تهتم بشكل أساسي بمصالح حزبها على المستوى الوطني. بينما يعتبر البعض هذا التباين ميزة، حيث يُمكن من خلاله تمثيل المصالح المحلية والوطنية معًا، يُفضّل البعض الآخر أنظمة انتخابية أخرى. فمنهم من يُفضّل نظامًا يكون فيه لكل دائرة انتخابية، وبالتالي لكل ناخب، ممثل واحد فقط، وهو ما يُعرف بنظام "الفائز الواحد" أو نظام الأغلبية البسيطة في كل دائرة. في المقابل، يُفضّل البعض نظامًا يمثل فيه كل عضو في البرلمان الناخبين على المستوى الوطني ككل، وهو ما ينعكس في أنظمة التمثيل النسبي.

### مقارنة مع النظام التمثيل النسبي المختلط ونظام الأعضاء الإضافية
غالبًا ما تُقارن الأنظمة المتوازية بأنظمة التمثيل النسبي المختلط (MMP) أو نظام الأعضاء الإضافيين (AMS). تتمتع كل من هذه الأنظمة بمجموعة فريدة من المزايا والعيوب التي تُميز المقارنات بينها.
قد يؤدي التلاعب بترسيم حدود الدوائر الانتخابية المحلية  في الأنظمة المتوازية إلى فوز حزب ما بعدد من المقاعد يفوق حصته الفعلية من الأصوات. ولهذا السبب، تحتاج الأنظمة المتوازية إلى معايير واضحة وعادلة لترسيم حدود الدوائر لضمان عدالة التمثيل. في المقابل، في نظام التمثيل النسبي المختلط (MMP)، لا يُمكن لترسيم الحدود أن يؤثر على الحصة الإجمالية للحزب من المقاعد في البرلمان، لأن المقاعد المخصصة للقوائم الحزبية تُستخدم لتعويض أي نقص في التمثيل النسبي الناتج عن نتائج الدوائر الانتخابية الفردية. أما في نظام الأعضاء الإضافيين (AMS)، فإن آلية التعويض تقلل بشكل كبير من تأثير التلاعب بترسيم الحدود، حيث تُستخدم المقاعد الإضافية لضمان تمثيل الأحزاب بما يتناسب مع حصتها من الأصوات على المستوى الوطني. بالتالي، بينما يُمكن أن يؤدي التلاعب بترسيم الحدود في الأنظمة المتوازية إلى نتائج غير عادلة، يتم الحد من هذه الآثار بشكل كبير في الأنظمة المختلطة بفضل آلية التعويض.
تبنت كل من اليابان وتايلاند، وروسيا النظام الموازي بهدف توفير حوافز لتحقيق تماسك حزبي أكبر. في هذا النظام، يقوم الحزب بترتيب مرشحيه على رأس القوائم، مما يضمن مقاعد آمنة للقيادة الحزبية. وعلى النقيض، في ظل نظام التمثيل النسبي المختلط أو نظام الأعضاء الإضافيين، إذا حقق الحزب أداءً جيدًا في المقاعد المحلية، فلن يحتاج إلى مقاعد قائمة تعويضية، مما قد يُجبر القيادة على الترشح في المقاعد المحلية.
في بعض الحالات، قد تُحوَّل أنظمة التصويت الجماعي إلى أنظمة موازية بحكم الأمر الواقع من خلال التصويت التكتيكي واستخدام الأحزاب قوائم وهمية. هذا النوع من التصويت التكتيكي لا يحدث في أنظمة التمثيل النسبي المختلط، لأنها تمنع التلاعب بالتفاعل بين مكوناتها. ومع ذلك، قد يكون التصويت بالتسوية أكثر أهمية في الأنظمة المتوازية، بينما يصبح أقل أهمية في أنظمة التمثيل النسبي المختلط. من جهة أخرى، فإن التصويت التكتيكي لدعم الأحزاب الأصغر القريبة من العتبة الانتخابية لدخول البرلمان يُمكن أن يحدث في الأنظمة المتوازية، وكذلك في نظام الأعضاء الإضافيين (AMS) أو التمثيل النسبي المختلط (MMP) الذي يتضمن عتبة انتخابية.
تدعم الأنظمة الموازية في كثير من الأحيان إنشاء أغلبية حزب واحد بشكل أكثر تكرارًا مقارنةً بأنظمة التمثيل النسبي المختلط (MMP) أو الأعضاء الإضافيين (AMS). يمكن أن يُعتبر ذلك إيجابيًا أو سلبيًا، بناءً على وجهة نظر الناخب.

## الاستخدام

### الاستخدام الحالي
يُستخدم التصويت الموازي حاليًا في البلدان التالية: 
| الدولة                           | الهيئة                              | طرق انتخاب المرشحين                     | طرق انتخاب المرشحين | طرق انتخاب المرشحين           | طرق انتخاب المرشحين                          | طرق انتخاب المرشحين | طرق انتخاب المرشحين                                                         | طرق انتخاب المرشحين                                        | طرق انتخاب المرشحين |
| الدولة                           | الهيئة                              | الأعضاء المنتخبون في الدوائر الانتخابية | %                   | النظام                        | الأعضاء المنتخبون عن طريق التمثيل النسبي     | %                   | النظام                                                                      | أخرى                                                       | %                   |
| -------------------------------- | ----------------------------------- | --------------------------------------- | ------------------- | ----------------------------- | -------------------------------------------- | ------------------- | --------------------------------------------------------------------------- | ---------------------------------------------------------- | ------------------- |
| أندورا ‏                          | المجلس العام لأندورا                | 14 (مقعدين لكل دائرة انتخابية)          | 50%                 | تذكرة عامة                    | 14                                           | 50%                 | التمثيل النسبي لقائمة الأحزاب                                               |                                                            |                     |
| الأرجنتين ‏                       | الهيئة التشريعية لمحافظة قرطبة ‏     | 26                                      | 37%                 | الفوز للأكثر أصواتا           | 44                                           | 63%                 | التمثيل النسبي لقائمة الأحزاب                                               |                                                            |                     |
| الأرجنتين ‏                       | الهيئة التشريعية لمحافظة ريو نيغرو ‏ | 24 (3 مقاعد لكل دائرة انتخابية)         | 52%                 | التمثيل النسبي لقائمة الأحزاب | 22                                           | 48%                 | التمثيل النسبي لقائمة الأحزاب                                               |                                                            |                     |
| الأرجنتين ‏                       | مجلس النواب لسان خوان ‏              | 19                                      | 53%                 | الفوز للأكثر أصواتا           | 17                                           | 47%                 | التمثيل النسبي لقائمة الأحزاب                                               |                                                            |                     |
| الأرجنتين ‏                       | مجلس النواب لسانتا كروز ‏            | 14                                      | 58%                 | الفوز للأكثر أصواتا           | 10                                           | 42%                 | التمثيل النسبي لقائمة الأحزاب                                               |                                                            |                     |
| غينيا ‏                           | الجمعية الوطنية                     | 38                                      | 33%                 | الفوز للأكثر أصواتا           | 76                                           | 67%                 | التمثيل النسبي لقائمة الأحزاب (حصة هير)                                     |                                                            |                     |
| اليابان                          | مجلس النواب                         | 289                                     | 62%                 | الفوز للأكثر أصواتا           | 176                                          | 38%                 | التمثيل النسبي لقائمة الأحزاب                                               |                                                            |                     |
| اليابان                          | مجلس المستشارين                     | 147                                     | 60%                 | صوت واحد غير قابل للتحويل     | 98                                           | 40%                 | التمثيل النسبي لقائمة الأحزاب                                               |                                                            |                     |
| كازاخستان ‏                       | المجلس                              | 69                                      | 30%                 | الفوز للأكثر أصواتا           | 69                                           | 70%                 | التمثيل النسبي لقائمة الأحزاب                                               |                                                            |                     |
| قرغيزستان ‏                       | المجلس الأعلى                       | 36                                      | 40%                 | الفوز للأكثر أصواتا           | 54                                           | 60%                 | التمثيل النسبي لقائمة الأحزاب                                               |                                                            |                     |
| ليتوانيا ‏                        | البرلمان                            | 71                                      | 50%                 | اقتراع على دورتين             | 70                                           | 50%                 | التمثيل النسبي لقائمة الأحزاب (طريقة المتبقي الأكبر): قائمة مفتوحة          |                                                            |                     |
| المكسيك                          | مجلس النواب                         | 300                                     | 60%                 | الفوز للأكثر أصواتا           | 200 (40 مقعدًا لكل منطقة)                     | 40%                 | التمثيل النسبي لقائمة الأحزاب (حصة هير)                                     |                                                            |                     |
| منغوليا ‏                         | الخورال الأكبر للدولة               | 78                                      | 62%                 | BPV                           | 48                                           | 38%                 | التمثيل النسبي لقائمة الأحزاب: نظام القائمة المغلقة في الانتخابات           |                                                            |                     |
| نيبال ‏                           | مجلس النواب                         | 165                                     | 60%                 | الفوز للأكثر أصواتا           | 110                                          | 40%                 | التمثيل النسبي لقائمة الأحزاب: نظام القائمة المغلقة في الانتخابات           |                                                            |                     |
| الفلبين                          | مجلس نواب الفلبين                   | 253                                     | 80%                 | الفوز للأكثر أصواتا           | 63                                           | 20%                 | التمثيل النسبي لقائمة الأحزاب (حصة هير): نظام القائمة المغلقة في الانتخابات |                                                            |                     |
| روسيا                            | مجلس الدوما                         | 225                                     | 50%                 | الفوز للأكثر أصواتا           | 225                                          | 50%                 | التمثيل النسبي لقائمة الأحزاب (حصة هير): نظام القائمة المغلقة في الانتخابات |                                                            |                     |
| السنغال ‏                         | الجمعية الوطنية السنغالية           | 105                                     | 64%                 | الفوز للأكثر أصواتا           | 60                                           | 36%                 | التمثيل النسبي لقائمة الأحزاب (طريقة المتبقي الأكبر)                        |                                                            |                     |
| أوسيتيا الجنوبية ‏                |                                     | 17                                      | 50%                 | الفوز للأكثر أصواتا           | 17                                           | 50%                 | التمثيل النسبي لقائمة الأحزاب                                               |                                                            |                     |
| تايوان ‏ (جمهورية الصين)          | مجلس اليوان التشريعي                | 73                                      | 65%                 | الفوز للأكثر أصواتا           | 34                                           | 30%                 | التمثيل النسبي لقائمة الأحزاب                                               | 6 للمواطنين الأصليين                                       | 5%                  |
| طاجيكستان ‏                       | مجلس نواب                           | 41                                      | 65%                 | اقتراع على دورتين             | 22                                           | 35%                 | التمثيل النسبي لقائمة الأحزاب                                               |                                                            |                     |
| تنزانيا ‏                         | الجمعية الوطنية                     | 264                                     | 67%                 | الفوز للأكثر أصواتا           | 113 (قوائم للنساء فقط)                       | 29%                 | التمثيل النسبي لقائمة الأحزاب                                               | 5 منتخبين بطريقة غير مباشرة + 1 نائب عام +10 يُعينهم الرئيس | 4%                  |
| تايلند ‏                          | مجلس النواب التايلندي               | 400                                     | 80%                 | الفوز للأكثر أصواتا           | 100                                          | 20%                 | التمثيل النسبي لقائمة الأحزاب                                               |                                                            |                     |
| فنزويلا                          | الجمعية الوطنية                     | 113[بحاجة لمصدر]                        | 68%                 | الفوز للأكثر أصواتا           | 51[بحاجة لمصدر]                              | 31%                 | التمثيل النسبي لقائمة الأحزاب                                               | 3 للسكان الأصليين                                          | 2%                  |
| البلد                            | الهيئة                              | الأعضاء المنتخبون في الدوائر الانتخابية | %                   | النظام                        | الأعضاء المنتخبين بواسطة الفائز يأخذ كل شيء ‏ | %                   | النظام                                                                      | الأخرى                                                     | %                   |
| ريليم نيوزيلندا                  | نييوي المجلس                        | 14                                      | 70%                 | الفوز للأكثر أصواتا           | 6                                            | 30%                 | التعددية تمنع التصويت (BV) ‏                                                 |                                                            |                     |
| أقاليم ما وراء البحار البريطانية | أنغويلا مجلس النواب                 | 7                                       | 54%                 | الفوز للأكثر أصواتا           | 4                                            | 31%                 | التعددية تمنع التصويت (BV) ‏                                                 | 2 ex officio                                               | 15%                 |
| أقاليم ما وراء البحار البريطانية | جزر توركس وكايكوس مجلس النواب ‏      | 10                                      | 48%                 | الفوز للأكثر أصواتا           | 5                                            | 24%                 | التعددية تمنع التصويت (BV) ‏                                                 | 4 appointed + 2 ex officio                                 | 28%                 |
| أقاليم ما وراء البحار البريطانية | جزر العذراء البريطانية مجلس النواب ‏ | 9                                       | 60%                 | الفوز للأكثر أصواتا           | 4                                            | 27%                 | التعددية تمنع التصويت (BV) ‏                                                 | 2 ex officio                                               | 13%                 |

#### الفلبين
يُعَد النظام الانتخابي للكونغرس في الفلبين حالة استثنائية. يتعين على الأحزاب السياسية التي تترشح لمقاعد القوائم الحزبية قانونًا أن تكون منفصلة تمامًا عن تلك التي تتنافس على مقاعد الدوائر الانتخابية. علاوة على ذلك، يقتصر عدد الأحزاب السياسية على 3 مقاعد (من أصل 61). ونتيجة لذلك، فإن نظام الأعضاء المختلط المستخدم في الفلبين لا يمثل على الإطلاق حصة الأصوات التي تحصل عليها الأحزاب السياسية "العادية" (حتى بين أنظمة الأغلبية المختلطة)، ناهيك عن أولئك الذين يتبعون أنظمة التمثيل النسبي الكامل. .

## الملاحظات
1. ↑  لا ينبغي الخلط بينه وبين الاندماج الانتخابي [الإنجليزية]
2. ↑  التراكب
3. ↑  التصحيحية
4. ↑  أو أكثر
5. ↑  الذي يختلف عن التصويت الموازي
6. ↑  مثل التعويض المحدود
7. ↑  وهي ممارسة تُعرف باسم جرمندرة

## روابط خارجية
- دليل تصميم النظام الانتخابي من المؤسسة الدولية للديمقراطية والانتخابات
- مواد مرجعية لتصميم الانتخابات من مشروع ACE
- تقترح الديمقراطية الدقيقة التصويت الموازي من خلال التمثيل النسبي وقواعد كوندورسيه لإنشاء مجلس متوازن مع عدد قليل من الناخبين المتأرجحين المركزيين.